# Spretig påskrislav
Spretig påskrislav (Stereocaulon vesuvianum) är en lavart som beskrevs av Christiaan Hendrik Persoon. Spretig påskrislav ingår i släktet Stereocaulon, och familjen Stereocaulaceae. Arten är reproducerande i Sverige.